# Marie-Pierre Duhamel-Müller
Marie-Pierre Duhamel-Muller (Parigi, 28 novembre 1952 – Parigi, 19 giugno 2023) è stata una regista, traduttrice e critica cinematografica francese, nota anche per le sue attività di programmatrice di festival ed interprete.

## Biografia
Marie-Pierre Duhamel nacque il 28 novembre 1952 a Parigi. Suo padre era un commerciante di pesce e sua madre  una bibliotecaria.
Dopo aver studiato storia, poi cinese all'Inalco, si laureò in cinema all'Università Liaoning e di Nanchino per poi occuparsi della distribuzione di documentari nelle filmoteche pubbliche francesi. Fin da questi primi anni il suo lavoro si concentrò nella storicizzazione e divulgazione del cinema cinese ed in questo contesto ideò assieme a Marco Müller Ombre Elettriche, che fu la maggior rassegna di cinema cinese in Europa, tenutasi a Torino nel 1982.
Nel 1987 entrò a far parte del Centre National de la Cinématographie. Nel 1994 fu nominata responsabile amministrativa dell'unità documentaristica di Arte e l'anno successivo responsabile della produzione di documentari alla televisione Pathé. Diresse il festival Cinéma du réel dal 2005 al 2008. Ha partecipato alla programmazione di retrospettive alla Mostra internazionale d'arte cinematografica di Venezia dal 2005 al 2012 e poi la Festa del Cinema di Roma nel 2013 e 2014. Curò la sezione “Un nouveau cinéma afro-américain” al Pompidou.
Insegnò in numerose scuole di cinema e arte come La Fémis a Parigi, l’Università Pompeu Fabra di Barcellona e l’Università degli Studi di Milano.
Morì a seguito di un cancro il 19 giugno 2023 all'età di 70 anni, all'ospedale Cognacq-Jay nel XV arrondissement di Parigi.

## Filmografia

### Regia
- 2003 - Dolorès Del Rio, de Hollywood à Mexico
- 2004 - Les Animaux ont une histoire
- 2006 - Castor

### Altro
- 2001 - Paul Sacher, le mécène musicien (soggetto - regia di Edna Politi)
- 2002 - Vie sauvage dans les roseaux (soggetto - regia di Jérôme Bouvier e François Royet)
- 2005 - Ours (soggetto - regia di Vivianne Perelmuter)
- 2006 - La Victoire de Cézanne (voce narrante - regia di Jacques Deschamps)
- 2014 - Shi'er gongmin (montaggio - regia di Ang Xu)
- 2014 - Lake August (montaggio - regia di Yang Heng)
- 2025 - Sotto le nuvole (soggetto - regia di Gianfranco Rosi)